# Pekka Tolkkinen
Pekka Tolkkinen – fiński skoczek narciarski. Najlepsze wyniki w Pucharze Świata osiągnął w sezonie 1980/1981, kiedy zajął 66. miejsce w klasyfikacji generalnej.

## Puchar Świata

### Miejsca w klasyfikacji generalnej
| Sezon     | Miejsce |
| --------- | ------- |
| 1980/1981 | 66.     |

### Miejsca w poszczególnych konkursach indywidualnychPucharu Świata
| Źródło | Źródło                 | Źródło                 | Źródło        | Źródło        | Źródło                 | Źródło       | Źródło        | Źródło            | Źródło       | Źródło      | Źródło       | Źródło    | Źródło      | Źródło      | Źródło          | Źródło          | Źródło          | Źródło              | Źródło              | Źródło              | Źródło     | Źródło  | Źródło  | Źródło  | Źródło | Źródło | Źródło | Źródło | Źródło | Źródło | Źródło | Źródło | Źródło | Źródło | Źródło | Źródło | Źródło | Źródło | Źródło | Źródło | Źródło | Źródło | Źródło | Źródło | Źródło | Źródło | Źródło | Źródło | Źródło |
| --- | ---------------------- | ---------------------- | ------------- | ------------- | ---------------------- | ------------ | ------------- | ----------------- | ------------ | ----------- | ------------ | --------- | ----------- | ----------- | --------------- | --------------- | --------------- | ------------------- | ------------------- | ------------------- | ---------- | ------- | ------- | ------- | ------ | ------ | ------ | ------ | ------ | ------ | ------ | ------ | ------ | ------ | ------ | ------ | ------ | ------ | ------ | ------ | ------ | ------ | ------ | ------ | ------ | ------ | ------ | ------ | ------ |
| Sezon 1980/1981                                                                                                   |                        |                        |               |               |                        |              |               |                   |              |             |              |           |             |             |                 |                 |                 |                     |                     |                     |            |         |         |         |        |        |        |        |        |        |        |        |        |        |        |        |        |        |        |        |        |        |        |        |        |        |        |        |        |
| Oberstdorf | Garmisch-Partenkirchen | Innsbruck              | Bischofshofen | Harrachov     | Liberec                | Sankt Moritz | Gstaad        | Engelberg         | Ironwood     | Ironwood    | Sapporo      | Sapporo   | Thunder Bay | Thunder Bay | Chamonix        | Saint Nizier    | Lahti           | Lahti               | Falun               | Oslo                | Bærum      | Planica | Planica | punkty  | punkty | punkty | punkty | punkty | punkty | punkty | punkty | punkty | punkty | punkty | punkty | punkty | punkty | punkty | punkty | punkty | punkty | punkty |        |        |        |        |        |        |        |
| - | -                      | -                      | -             | 10            | 28                     | -            | -             | -                 | -            | -           | -            | -         | 60          | 28          | -               | -               | 43              | 53                  | -                   | -                   | -          | -       | -       | 6       | 6      | 6      | 6      | 6      | 6      | 6      | 6      | 6      | 6      | 6      | 6      | 6      | 6      | 6      | 6      | 6      | 6      | 6      |        |        |        |        |        |        |        |
| Sezon 1981/1982                                                                                                   |                        |                        |               |               |                        |              |               |                   |              |             |              |           |             |             |                 |                 |                 |                     |                     |                     |            |         |         |         |        |        |        |        |        |        |        |        |        |        |        |        |        |        |        |        |        |        |        |        |        |        |        |        |        |
| Cortina d’Ampezzo                                                                                                 | Oberstdorf             | Garmisch-Partenkirchen | Innsbruck     | Bischofshofen | Sapporo                | Sapporo      | Thunder Bay   | Thunder Bay       | Sankt Moritz | Engelberg   | Oslo         | Oslo      | Lahti       | Lahti       | Bad Mitterndorf | Bad Mitterndorf | Bad Mitterndorf | Szczyrbskie Jezioro | Szczyrbskie Jezioro | Planica             | Planica    | punkty  | punkty  | punkty  | punkty | punkty | punkty | punkty | punkty | punkty | punkty | punkty | punkty | punkty | punkty | punkty | punkty | punkty | punkty | punkty |        |        |        |        |        |        |        |        |        |
| - | -                      | -                      | -             | -             | -                      | -            | -             | -                 | -            | -           | -            | -         | 55          | 46          | -               | -               | -               | -                   | -                   | -                   | -          | 0       | 0       | 0       | 0      | 0      | 0      | 0      | 0      | 0      | 0      | 0      | 0      | 0      | 0      | 0      | 0      | 0      | 0      | 0      |        |        |        |        |        |        |        |        |        |
| Sezon 1982/1983                                                                                                   |                        |                        |               |               |                        |              |               |                   |              |             |              |           |             |             |                 |                 |                 |                     |                     |                     |            |         |         |         |        |        |        |        |        |        |        |        |        |        |        |        |        |        |        |        |        |        |        |        |        |        |        |        |        |
| Cortina d’Ampezzo                                                                                                 | Oberstdorf             | Garmisch-Partenkirchen | Innsbruck     | Bischofshofen | Harrachov              | Harrachov    | Lake Placid   | Lake Placid       | Thunder Bay  | Thunder Bay | Sankt Moritz | Gstaad    | Engelberg   | Vikersund   | Vikersund       | Vikersund       | Falun           | Falun               | Lahti               | Lahti               | Bærum      | Oslo    | Planica | Planica | punkty |        |        |        |        |        |        |        |        |        |        |        |        |        |        |        |        |        |        |        |        |        |        |        |        |
| - | -                      | -                      | -             | -             | -                      | -            | -             | -                 | -            | -           | -            | -         | -           | -           | -               | -               | -               | -                   | 72                  | 46                  | -          | -       | -       | -       | 0      |        |        |        |        |        |        |        |        |        |        |        |        |        |        |        |        |        |        |        |        |        |        |        |        |
| Sezon 1983/1984                                                                                                   |                        |                        |               |               |                        |              |               |                   |              |             |              |           |             |             |                 |                 |                 |                     |                     |                     |            |         |         |         |        |        |        |        |        |        |        |        |        |        |        |        |        |        |        |        |        |        |        |        |        |        |        |        |        |
| Thunder Bay | Thunder Bay            | Lake Placid            | Lake Placid   | Oberstdorf    | Garmisch-Partenkirchen | Innsbruck    | Bischofshofen | Cortina d’Ampezzo | Harrachov    | Liberec     | Sapporo      | Sapporo   | Sarajewo    | Sarajewo    | Lahti           | Lahti           | Falun           | Lillehammer         | Oslo                | Oberstdorf          | Oberstdorf | Planica | Planica | punkty  | punkty | punkty | punkty | punkty | punkty | punkty | punkty | punkty | punkty | punkty | punkty | punkty | punkty | punkty | punkty | punkty | punkty | punkty |        |        |        |        |        |        |        |
| - | -                      | -                      | -             | -             | -                      | -            | -             | -                 | -            | -           | -            | -         | -           | -           | 72              | 60              | -               | -                   | -                   | -                   | -          | -       | -       | 0       | 0      | 0      | 0      | 0      | 0      | 0      | 0      | 0      | 0      | 0      | 0      | 0      | 0      | 0      | 0      | 0      | 0      | 0      |        |        |        |        |        |        |        |
| Sezon 1984/1985                                                                                                   |                        |                        |               |               |                        |              |               |                   |              |             |              |           |             |             |                 |                 |                 |                     |                     |                     |            |         |         |         |        |        |        |        |        |        |        |        |        |        |        |        |        |        |        |        |        |        |        |        |        |        |        |        |        |
| Thunder Bay | Thunder Bay            | Lake Placid            | Lake Placid   | Oberstdorf    | Garmisch-Partenkirchen | Innsbruck    | Bischofshofen | Cortina d’Ampezzo | Sapporo      | Sapporo     | Sankt Moritz | Engelberg | Harrachov   | Lahti       | Lahti           | Örnsköldsvik    | Falun           | Oslo                | Szczyrbskie Jezioro | Szczyrbskie Jezioro | punkty     | punkty  | punkty  | punkty  | punkty | punkty | punkty | punkty | punkty | punkty | punkty | punkty | punkty | punkty | punkty | punkty | punkty | punkty | punkty |        |        |        |        |        |        |        |        |        |        |
| - | -                      | -                      | -             | -             | -                      | -            | -             | -                 | -            | -           | -            | -         | -           | 64          | 19              | -               | -               | -                   | -                   | -                   | 0          | 0       | 0       | 0       | 0      | 0      | 0      | 0      | 0      | 0      | 0      | 0      | 0      | 0      | 0      | 0      | 0      | 0      | 0      |        |        |        |        |        |        |        |        |        |        |
| Legenda |                        |                        |               |               |                        |              |               |                   |              |             |              |           |             |             |                 |                 |                 |                     |                     |                     |            |         |         |         |        |        |        |        |        |        |        |        |        |        |        |        |        |        |        |        |        |        |        |        |        |        |        |        |        |
| 1 2 3 4-10 11-15 poniżej 15 dq – dyskwalifikacja q – zawodnik nie zakwalifikował się - – zawodnik nie wystartował |                        |                        |               |               |                        |              |               |                   |              |             |              |           |             |             |                 |                 |                 |                     |                     |                     |            |         |         |         |        |        |        |        |        |        |        |        |        |        |        |        |        |        |        |        |        |        |        |        |        |        |        |        |        |